# Národní řád lva
Národní řád lva (francouzsky: Ordre national du Lion) je nejvyšší státní vyznamenání Senegalské republiky. Řád byl založen v roce 1960 a udílen je prezidentem republiky za zásluhy civilní i vojenské povahy.

## Historie
Řád byl založen čtyři měsíce po získání nezávislosti dne 22. října 1960 zákonem č. 60-36. Je udílen občanům Senegalu i cizím státním příslušníkům za jejich vynikající občanské nebo vojenské zásluhy. Řád byl upraven dne 11. července 1962 zákonem č. 62-416 a opětovně dne 24. ledna 1964 zákonem č. 64-04. Tento řád je také vyobrazen ve státním znaku Pobřeží slonoviny.

## Pravidla udílení
Řád je udílen úřadujícím prezidentem Senegalské republiky, který je také ex officio velmistrem řádu. Návrhy na udělení vyznamenání jsou posuzovány Velkým kancléřstvím Národního řádu lva (francouzsky: Grande Chancellerie de l'Ordre national du Lion), kterému předsedá velký kancléř Národního řádu lva (francouzsky: Grand Chancelier de l'Ordre national du Lion), který je automaticky držitelem řádu v hodnosti velkokříže, který mu zůstává i po skončení funkčního období.
Řád je udílen po minimálně 15 letech vojenské nebo veřejné služby, nebo po 20 letech služby v soukromém sektoru. Je udílen méně často než Řád za zásluhy, což zvyšuje jeho prestiž. Obvykle je udílen v nižší třídě s možností povýšení do vyšších tříd.

## Insignie
Řádový odznak má tvar bíle smaltované pěticípé hvězdy. Hvězda je zlatě lemována a každý cíp je zakončen zlatou kuličkou. Ramena hvězdy jsou spojena pěti zlatými paprsky. Na lícní straně je uprostřed hvězdy kulatý zlatý medailon s vyobrazením lva. Nad lvem je vyobrazena malá hvězda, která je symbolem Senegalu. Medailon je orámován červeně smaltovaným kruhem nesoucím zlatý nápis RÉPUBLIQUE DU SÉNÉGAL • UN PEUPLE • UN BUT • UNE FOI (Senegalská republika • jeden národ, jeden cíl, jedna víra). Na zadní straně odznaku je vlajka Senegalu obklopená vavřínovým věncem. Odznak je zavěšen na dvou zkřížených zlatých vavřínových větvičkách. V rytířské třídě jsou prvky stříbrné, od důstojnické třídy výš pak pozlacené.
Řádová hvězda náleží k insigniím I. a II. řádové třídy. Hvězda je kulatá o průměru 80 mm s třiceti navzájem spojenými stříbrnými pozlacenými paprsky. Na nich je položena pěticípá hvězda, která svým vzhledem odpovídá řádovému odznaku ve stupni komtura.
Stuha řádu je zelená, v případě důstojnické hodnosti je doplněna rozetou.
Řádové insignie jsou vyráběny pařížskou firmou Arthus-Bertrand.

## Třídy
Řád je udílen v pěti řádných třídách a jedné třídě speciální:
- řetěz (Collier) – Tato speciální třída může být udělena pouze zahraničním hlavám států na znamení přátelství.
- velkokříž (Grand-croix) – Řádový odznak se nosí na stuze spadající z pravého ramene na levý bok. Řádová hvězda se nosí vlevo na hrudi.
- velkodůstojník (Grand officier)
- komtur (Commandeur)
- důstojník (Officier) – Řádový odznak se nosí zavěšený na stuze s rozetou na levé straně hrudi.
- rytíř (Chevalier) – Řádový odznak se nosí zavěšený na stuze bez rozety nalevo na hrudi.

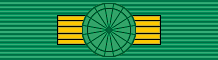
řetěz
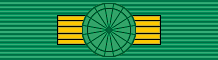
velkokříž
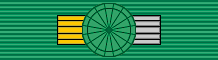
velkodůstojník
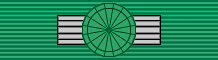
komtur
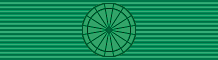
důstojník
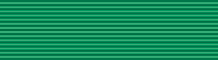
rytíř